# Kanon – Hoa âm
Kanon (花音 Hana on, tạm dịch: Âm thanh của loài hoa) là một manga âm nhạc được viết và minh họa bởi Saito Chiho. Tác phẩm ra mắt lần đầu trên tạp chí Amici của Shogakukan từ năm 1995 đến 1997 và xuất bản thành sáu tankōbon, mang nhãn hiệu Flower Comics. Kanon được trao giải Shogakukan Manga Award đối với danh hiệu shōjo manga vào năm 1997. Manga được cấp phép phát hành ở Ý bằng tiếng địa phương bởi Star Comics.

## Phát hành

### Manga
| # | Ngày phát hành       | ISBN          |
| - | -------------------- | ------------- |
| 1 | 26 tháng 10 năm 1995 | 4-09-136701-1 |
| 2 | 26 tháng 3 năm 1996  | 4-09-136702-X |
| 3 | 26 tháng 10 năm 1996 | 4-09-136703-8 |
| 4 | 26 tháng 2 năm 1997  | 4-09-136704-6 |
| 5 | 26 tháng 6 năm 1997  | 4-09-136705-4 |
| 6 | 26 tháng 9 năm 1997  | 4-09-136706-2 |

## Nội dung
Câu chuyện xoay quanh hành trình tìm người cha không xác định danh tính của Kanon, một cô gái chơi vĩ cầm thiên tài. Trước khi qua đời, mẹ Kanon để lại lời trăn trối rằng cha cô là một nghệ sĩ chơi đàn nổi tiếng, xuất thân trong gia đình danh giá. Vì vậy Kanon đến Nhật Bản - quê hương của cha mẹ cô, lấn sâu vào giới âm nhạc để tìm cha với manh mối duy nhất trong tay là ba tấm hình của ba âm nhạc gia được cho là có thể một trong số họ là cha của Kanon. Cô được Tendou - bạn cô gửi vào một học viện âm nhạc. Tại đây cô gặp Mikami Gen - một nhạc trưởng đẹp trai, đào hoa, tham vọng và cũng là chủ tịch của nhạc viện này. Và rồi dần dần hai người đem lòng yêu nhau. Mặc dù Mikami đã có hôn ước nhưng sau đó anh đã quyết định từ bỏ và đi theo tiếng gọi của tình yêu. Mikami cũng giúp Kanon tìm cha cô. Kent Gregory - một trong ba người được nghi ngờ là cha của cô đã nhận lại cô. Sau đó không lâu, ông ta qua đời, để lại một tấm di thư. Tendou đã nhặt được và biết Kent không phải cha của Kanon. Anh bắt đầu tìm kiếm tung tích của người cha thực sự của cô rồi anh biết được Mikami chính là cha ruột của cô. Trong khi đó tại tang lễ của Kent, Kanon đã đàn nhạc khúc kỉ niệm giữa cha và mẹ cô. Mikami nhận ra đây là nhạc khúc do mình sáng tác năm 14 tuổi. Khi hỏi chuyện Kanon, Mikami đã nhận ra mẹ Kanon là mối tình đầu của mình và khi nghe cô nói đó là nhạc khúc kỉ niệm của cha và mẹ, do cha sáng tác. Lúc này, Mikami mới nhận ra Kanon là kết quả của mối tình năm mình 14 tuổi với một cô gái 24 tuổi. Sau này, 2 người không thể kết hôn mà chỉ có thể gửi gắm tình cảm cho đối phương qua âm nhạc.